# 论住宅问题
《论住宅问题》，是恩格斯的一篇论文，为反对蒲鲁东主义者米尔柏格和资产阶级慈善家扎克思而写。
作者针对小资产阶级社会主义的空想计划，提出以集体所有制为原则，以根本改造社会为目的的无产阶级的杜会主义纲领。他认为，住房紧张现象是资本主义制度的合乎规律的结果；只有胜利了的无产阶级，在解决建立社会主义社会的根本问题时，才能解决住宅问题。